# Butros Ghali
Butros Basha Niruz Ghali (en árabe بطرس باشا نيروز غالي) fue el primer ministro de Egipto desde el 12 de noviembre de 1908 hasta su asesinato, el 20 de febrero de 1910. Antes había sido canciller del país. 

## Biografía
Nació en 1846 en el seno de una familia cristiana copta. Su padre Niruz Ghali fue supervisor en la administración del Jedive Ismael. Se graduó en el colegio Kirilos IV.
Como ministro de relaciones exteriores sentó las bases del acuerdo de gobierno anglo egipcio sobre Sudán en 1899.
Como primer ministro aprobó la extensión de la licencia de la compañía del canal de Suez durante 40 años adicionales, desde 1968 hasta 2008, a cambio de un canon de cuatro millones de libras en cuatro pagos. 
Con motivo de la extensión de la concesión del canal, Muhammad Farid, del Partido Nacional, pudo acceder a una copia del texto del proyecto en octubre de 1909 y lo publicó en el diario El Estandarte (al liwa'). El comité directivo del partido nacional criticó la iniciativa y reclamó que se expusiera el proyecto ante la opinión pública. 
Ghali fue también denostado por los nacionalistas por haber ejercido como magistrado en el tribunal anglo egipcio que juzgó el incidente de Dinshawai (1906) y ordenó ejecutar a cuatro campesinos egipcios. Los campesinos estaban acusados de matar a uno de los oficiales británicos que participaron en una cacería de palomas en el curso de la cual, tras el incendio accidental de un granero, se desencadenó un tiroteo en que fueron heridos varios aldeanos. El incidente provocó la renuncia del administrador colonial británico lord Cromer.
En el contexto de las críticas por su intervención en el acuerdo de Sudán, la renovación de la concesión del Canal de Suez y su intervención en el incidente de Dinshawai, el activista nacionalista Ibrahim al Wardani lo asesinó el 20 de febrero de 1910.

## Familia
Su nieto, Butros Butros-Ghali, fue canciller de Egipto entre 1977 y 1991 y secretario general de las Naciones Unidas desde 1992 hasta 1996.
| Predecesor: Mustafa Fahmi Basha | Primer ministro de Egipto noviembre de 1908-febrero de 1910 | Sucesor: Muhammad Sa'id Basha |